# دنيس شنايدر
دنيس شنايدر هو سياسي كندي، ولد في 10 يونيو 1942 في فلين فلون في كندا. حزبياً، نشط في الحزب الليبرالي في يوكون ‏. وقد انتخب عضو الجمعية التشريعية في يوكون ‏.